# Gâdinți
Gâdinți es una comuna ubicada en el distrito de Neamț, Rumania.

## Superficie
Posee una superficie de 43,29 kilómetros cuadrados.

## Demografía
Hasta 2021 la población era de 1873 habitantes, con una densidad de población de 43,27 habitantes por kilómetro cuadrado.